# 小樽天狗山スキー場
小樽天狗山スキー場（おたるてんぐやまスキーじょう、英: OTARU TENGUYAMA SKI RESORT）は、北海道小樽市にあるスキー場。

## 概要
天狗山の斜面にあり、小樽港や石狩湾などを一望することができるビューポイントとなっている。北海道中央バスのグループ会社「中央バス観光開発」が運営している。周辺にはガラス工房やペンションが立地している。夏場は山頂の展望台まで「小樽天狗山ロープウエイ」を運行している。
全日本スキー連盟（SAJ）公認のスキースクールがある。

## 沿革
日本国内のスキーは、1911年（明治44）年にオーストリア＝ハンガリー帝国の軍人テオドール・エードラー・フォン・レルヒ少佐が、新潟県の高田師団でスキー指導を行ったことに始まり、翌年に小樽高等商業学校（現在の小樽商科大学）校長となる苫米地英俊が、高田からスキー3台を持ち帰ったことが小樽におけるスキーの始まりとなった。1923年（大正12年）に天狗山において初の『全日本スキー選手権大会』を開催し、1927年（昭和2年）にジャンプ台「天狗山シャンツェ」を建設、戦後には『国民体育大会冬季大会』スキー競技の会場となるなど、小樽天狗山は各種スキー競技の開催地となった。
天狗山は営林局が所有しており、当初は小樽市がスキー場を開発・管理していた。1952年（昭和27年）に『第7回国民体育大会』開催に伴って北海道内で初めてリフトを設置し、1959年（昭和34年）に山頂までリフトを延長した。1961年（昭和36年）に「A級国設スキー場」（国際大会が可能なスキー場）に指定され、1967年（昭和42年）には天狗山シャンツェに90 m級のジャンプ台が完成した。1978年（昭和53年）に北海道中央バスがスキー場を取得し、「小樽天狗山ロープウエイ」などを設置して天狗山の観光開発に乗り出した。なお、老朽化していた天狗山シャンツェは、1999年（平成11年）に大雪の影響によって倒壊したため、撤去した。

## 施設
コース
- 初級
  - ファミリーコース：滑走距離400m、最大斜度16度、平均斜度11度。[14]
- 中級
  - ロングラインコース：滑走距離1,247m、最大斜度23度、平均斜度13度。[15]
  - バンビコース：滑走距離270m、最大斜度22度、平均斜度19度。[16]
- 上級
  - 旧コース：全日本スキー連盟(SAJ)公認コース。滑走距離947m、最大斜度38度、平均斜度17度。[17]かつては中級コースに分類されていた。
  - 新コース：滑走距離963m、最大斜度40度、平均斜度19度。[18]
  - ダイナミックコース：現在は廃止。現在の天狗山第2展望台の下の斜面。
  - ジャイアントコース：現在は廃止。現在の天狗桜展望台の下の斜面。

索道
- ロープウェイ（小樽天狗山ロープウエイ）
- パノラマリフト：1993年に第１リフトを撤去した場所に新たに設置された。第１リフトよりも距離が延長され、山頂停留場は山頂ファミリーリフトの山頂停留場の隣に設置されている。
- 山頂ファミリーリフト：1979年にロープウェイの設置とファミリーコースの新規開設に合わせて設置された。

索道(過去の施設)
- 第１リフト(市営リフト)：1952年に完成し、1959年に延長して758mとなった。1979年に北海道中央バスに譲渡された。[19]山麓停留場はパノラマリフトと同じ位置に設置されており、山頂停留場は新コースと旧コースの間のコース始点に位置した。 パラレルリフト稼働後はC線と呼称されていた。
- 第２リフト(スカイウェーリフト)：1965年に完成し、当初は民営であったが1974年に市営となった。[20]現在のロープウエイの位置に架けられていたが、ロープウェイの建設に伴い撤去された。
- パラレルリフトＡ線：1980年に第１リフトの隣に設置された。山麓停留場、山頂停留場とも第１リフトとほぼ同じ位置に設置されていた。 パノラマリフトの稼働に伴い撤去された。
- パラレルリフトＢ線：建設当初、山頂停留場はA線と同じ位置に設置されていたが、後に新コース中腹の位置に移設、短縮された。

その他
- ロープウェイチケット売場・スキー場事務所
- 山頂展望台・山頂展望レストランてんぐ
- レストラン天狗亭：ロープウェイ山麓駅隣のレストラン。小樽テングヤマスノースクールが入居する。 旧てんぐ山荘。
- 小樽天狗山 本館：旧天狗山ユースホステル
- 小樽天狗山 山麓館：旧天狗山トレーニングハウス。天狗山トレーニングハウス時代には第35回国民体育大会のスキー競技の大会本部として利用された。 天狗山トレーニングハウスは小樽市の所有であったが、民間企業に売却され[21]現在に至る。
- しらかばハウス：パノラマリフト山麓停留所近くの無料休憩所。2階に全日本スキー連盟(SAJ)公認小樽天狗山スキー学校[22]が入居する。
- ヴィラ・マウンテング
- ザ・グラス・スタジオ イン オタル
- カモメハウス：バンビコース中腹にあった食堂施設。高圧線鉄塔が建っているあたりに存在した。天狗山ロープウエイ、てんぐ山荘の建設時期に取り壊された。

### 関連する施設
2022年7月15日、赤井川村のDMO（観光地域づくり法人）候補法人の赤井川村国際リゾート推進協会によってウイングベイ小樽内に「小樽・きたしりべし スキー＆アドベンチャーセンター」が開設された。センターには赤井川村のキロロリゾートのほかにスノークルーズ・オーンズ、小樽天狗山スキー場、朝里川温泉スキー場が参加し、小樽市内の宿泊者に向けて、各スキー場を「一つのリゾート」として周遊してもらうことを目的に各スキー場のリフト券販売やスキー・スノーボード用具レンタルを行っている。

## イベント
- 小樽雪あかりの路
- 小樽ゆき物語[26]

## アクセス・駐車場
- 北海道中央バス（おたもい営業所）「天狗山ロープウェイ」バス停下車
- 北海道旅客鉄道（JR北海道）小樽駅から車で約15分
- 札樽自動車道小樽ICから車で約15分
- 駐車場あり